# Neon White
Neon White — игра в жанре шутера от первого лица с элементами платформера и головоломок, разработанная студией Angel Matrix и выпущенная издательством Annapurna Interactive. Дата выхода игры на платформы Microsoft Windows и Nintendo Switch — 16 июня 2022 года. Выпуск на PlayStation 4 и PlayStation 5 состоялся 13 декабря 2022 года. Версия игры для Xbox One и Xbox Series X/S выпущена 11 июля 2024 года.
Neon White — игра, ориентированная на скоростное прохождение, где игрок в роли Неона Уайта должен очистить уровень от демонов за минимально возможное время. Игральные карты в игре символизируют оружие, которое можно сбрасывать для выполнения специальных движений, таких как двойной прыжок и рывок. Сценарий игры написан Райаном Шенноном, автором сериала OK K.O.! Let's Be Heroes, и Ави Би, автором We Know the Devil. Саундтрек к игре написан группой Machine Girl.

## Игровой процесс
В мире Neon White участвует группа Неонов — грешников, извлеченных из Ада для ежегодного соревнования по очищению Небес от демонов с шансом остаться там навсегда. Участники обязаны носить маски, которые взрываются при неподчинении или нарушении правил. Каждый из ста участников соревнуется за звание лучшего Неона. Игрок берет на себя роль Неона Уайта (англ. Neon White), профессионального убийцы, который впервые принимает участие в состязании. Уайт получает ежедневные задания от ангела Майки (англ. Mikey). В процессе игры Уайт сталкивается со своими бывшими товарищами и пытается вспомнить свое прошлое, потерянное из-за амнезии.
Neon White состоит из ряда миссий, каждая из которых включает несколько уровней. Для завершения уровня игрок должен уничтожить всех демонов и достичь финиша, что также дает игроку опыт, с помощью которого разблокируется возможность видеть альтернативные маршруты и скрытые предметы на уровнях. Движение по уровню осуществляется путем бега и прыжков. Игрок собирает Карты Душ (англ. Soul Cards), которые находятся на открытых местах или получаются после победы над демонами. Карты имеют два режима использования: как оружие и как специальное умение при их сбросе. Например, карта с пистолетом дает возможность совершить двойной прыжок при сбросе. Смерть игрока наступает при слишком большом уроне от демонов или падении с карты. По завершении уровня игроку присуждается медаль в зависимости от времени прохождения: бронзовая, серебряная, золотая или тузовая. Достижение особенно быстрого времени награждается секретной «красной медалью».
Игроки могут взаимодействовать с неигровыми персонажами (NPC) в промежуточном мире, который представляет собой рай. Кроме выполнения испытаний и повышения уровня доверия персонажей, игроки могут вступать с ними в отношения. Для перехода к новым миссиям игроку может потребоваться определенный неоновый ранг (англ. Neon Rank), который отражает количество уровней, на которых игрок получил золотую медаль или выше. Также игроки могут возвращаться к предыдущим уровням, чтобы попытаться улучшить своё время.

## Сюжет
Страдающий амнезией Неон Уайт просыпается на Небесах вместе с другими избранными грешниками из ада. Верующие (англ. Believers), группа существ, которые утверждают, что говорят от имени Бога, сообщают им, что они «Неоны», которых Бог осудил «наиболее неблагоприятно». Их единственный шанс на спасение — это соревнование «Десять Судных дней», проводимое ежегодно с целью истребления демонов, наводнивших Небеса. Неон, который к концу соревнования сможет убить больше всего демонов, получит механический нимб, который позволит ему на год остаться на Небесах. Уайту и другим Неонам дается оружие и несъемные взрывные маски, которые Верующие могут взорвать, чтобы казнить любого ослушавшегося Неона. В начале соревнования Уайт встречает неонов Йеллоу, Вайолет и Ред, все из которых утверждают, что знали его в прошлой жизни, а также ангелов Майки и Габби, которые распределяют миссии для Неонов.
Во время ежедневной проповеди Верующих Неон Уайт встречает Неона Грина, носящего механический нимб и пользующегося дурной славой за убийство других Неонов. Позже Вайолет рассказывает Уайту об Старом Городе — заброшенной части Небес, где, по слухам, спрятаны мощные оружия. Ред предупреждает Уайта о том, что Грин использует Старый Город в качестве своих охотничьих угодий, но Уайт игнорирует предупреждение и отправляется туда вместе с Йеллоу. Там они сталкиваются с Грином, и Йеллоу ценой своей жизни спасает Уайта от смерти. Уходя после поражения от Уайта, Грин рассказывает, что его нимб был создан Верующими из страницы Книги Смерти, и заявляет о своих планах на Уайта. После столкновения Уайт узнает о существовании другой книги, Книги Жизни и решает найти ее, поскольку у него возникли подозрения по поводу Верующих и всего соревнования.
Уайт догоняет Грина, который сообщает ему, что Книга Жизни находится на Краю Небес. Рэд вмешивается, чтобы предотвратить новую битву, и рассказывает Уайту об их общем прошлом: Уайт, Рэд, Йеллоу и Вайолет работали вместе как команда убийц под руководством Грина, и их последней миссией было убийство Блю, старого босса Грина. Все они погибли во время миссии, хотя Грину удалось убить Блю. На следующий день Уайт просит Майки отправить его на Край Небес. Майки отказывается, объясняя, что он знает, что соревнование — обман, но считает что ежегодное десятидневное посещение Небес лучше, чем риск навсегда остаться в Аду. Уайт и Рэд все равно отправляются на Край Небес, но Майки догоняет их и раскрывает правду. Изначально Небеса были Шеолом, но Шеол не оправдал ожиданий Верующих относительно загробной жизни, и в конце концов они свергли Бога, чтобы захватить его книги и превратить это место в свою идеальную версию рая. Верующие также убили большинство ангелов во время войны и пощадили только тех ангелов, которые поклялись им в верности и служении. Верующие победили Бога и обрели Книгу Смерти, но Бог сомкнул свои руки вокруг Книги Жизни и Чернильного Рога, с помощью которого он писал в обеих божественных книгах, тем самым не позволив Верующим получить полную власть над Небесами и делая их уязвимыми для демонического вторжения. Когда Майки завершает свой рассказ, появляется страница из Книги Жизни, давая Уайту возможность найти местонахождение полной книги.
Уайт прибывает в Третий Храм, где находит одну из рук Бога, сжимающую Книгу Жизни. Рука открывается при приближении Уайта, но Вайолет, обиженная на Уайта за его пренебрежение к ней, хватает книгу. Тем не менее Грину удается смертельно ранить ее. Во время битвы между Уайтом и Грином механический нимб Грина разрушается, освобождая его от контроля Верующих. Мстительный Грин заявляет, что он воспользуется книгами, чтобы разрушить Небеса, но Вайолет мешает его плану, взрывая себя и разбрасывая страницы Книги Жизни. Грин возвращается во Внешние Небеса и крадет Книгу Смерти у Верующих, забирая у них возможность взрывать маски Неонов. Все оставшиеся Неоны начинают бунтовать по всем Небесам, а Грин убивает всех Верующих. Тем временем Уайт использует оставшуюся страницу Книги Жизни, чтобы найти ее страницы и собрать ее заново.
Как только Книга Жизни готова, Уайт направляет свои усилия на поиск Чернильницы (англ. Inkhorn), последнего необходимого элемента для возвращения Бога. В ходе поисков Майки рассказывает Уайт, что грешники, поднимающиеся на Небеса, лишены вины, что делает их идеальными Неонами, не склонными к сомнениям; Уайт же ощущал вину, но тем не менее попал на небеса, потому что Ред помогла ему вознестись, и этот необычный способ вызвал у него амнезию. Уайт находит другую руку Бога, которая расположена за пределами Небес, и требуется душа чтобы переместить её на Небеса. Ред приносит себя в жертву, взрывая свою маску, после чего Грин и Уайт вступают в последнюю дуэль за Книги и Чернильницу. Уайт снова побеждает, и ангелы проводят ритуал воссоздания Бога. Однако Грин вновь появляется и бросается на Уайта с намерением вписать все имена в Книгу Смерти.
Если Уайту не удалось собрать достаточно подарков, чтобы разблокировать все свои воспоминания, единственный вариант Уайта — записать имя Грина в Книгу Смерти, в результате чего Грин станет демоном и будет отправлен в Ад. Затем Бог записывает имена Йеллоу, Вайолет и Рэд в Книгу Жизни, но не Уайта, потому что ему не удалось заслужить спасение. Если же все воспоминания разблокированы, Уайту предоставляется возможность записать имя Грина в Книгу Жизни, простив Грина за его действия и показав, что Уайт может отпустить свое прошлое. После этого Бог записывает имя Уайта в книгу вместе с его командой.

## Разработка
Первый прототип Neon White был создан ведущим дизайнером Беном Эспозито в 2017 году в жанре шутера от первого лица. Эспозито работал над прототипом чтобы отвлечься от процесса разработки другой его игры, Donut County. Завершив Donut County в 2018 году, он вернулся к доработке Neon White. В тот же период на рынке появилась игра Slay the Spire, представляющая собой roguelike с механикой построения колоды, что породило волну карточных инди-игр. По словам Эспозито, использование карт в качестве альтернативы традиционному оружию стало одной из ключевых дизайнерских задач Neon White, и что карты должны восприниматься игроками как инструменты, улучшающие мобильность персонажа.

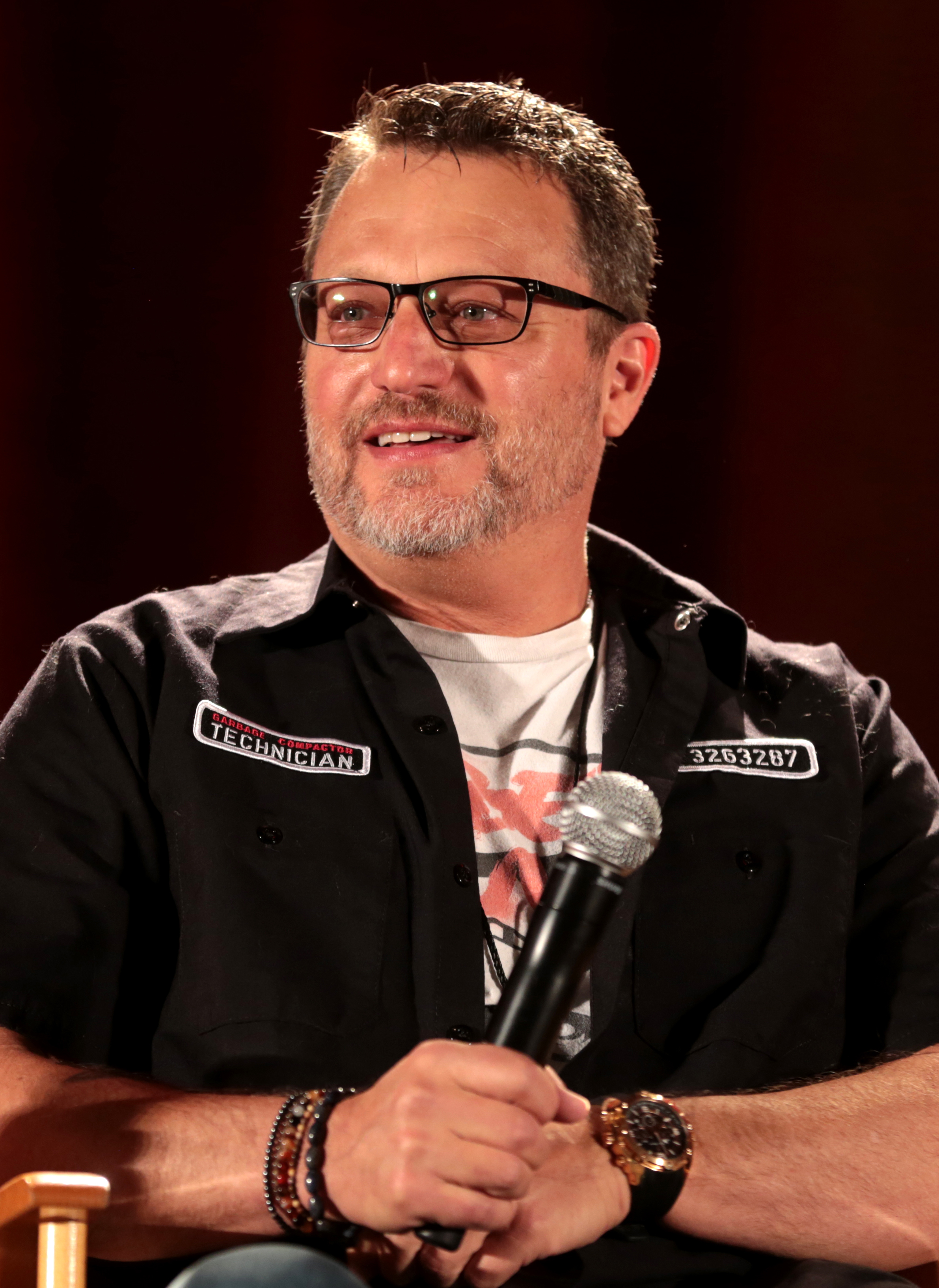
Стив Блум озвучил главного героя игры, Неона Уайта

Изначально Neon White задумывалась Эспозито как арена-шутер с использованием механики игральных карт, в котором случайность играла ключевую роль. Однако в процессе разработки стало очевидно, что случайная выдача карт игрокам усложняла игровой процесс. В результате было принято решение заранее зафиксировать порядок карт, что сфокусировало игровой процесс на скоростном прохождении. По словам Эспозито на решение повлиял просмотр видео со скоростными прохождениями игр, поскольку, на его взгляд, «на самом высоком уровне скоростное прохождение становится скорее решением головоломки, чем проверкой навыков». Его целью было создать игру, где у игроков есть явно обозначенный путь для завершения уровня, но при этом имеются намёки, стимулирующие поиск более короткого пути или новых способов использования карт.
В процессе тестирования игры Neon White команда разработчиков столкнулась с проблемой: тестировщики проходили уровни и не стремились улучшить своё время. Для стимуляции повторного прохождения уровней была введена система Neon Rank, а также разработаны методы, предотвращающие утрату интереса игроков к улучшению своих результатов. Это привело к идее показывать таблицы лидеров среди друзей и в мире только после достижения игроком определённых целей, а также к добавлению функции «привидений» и подсказок о коротких путях, когда игрок старается улучшить своё время. Дизайнеры установили цель: на каждом уровне должен быть основной короткий путь, обязательный для получения медали Туза. Целевые времена для медалей определялись на основе результатов игроков среднего уровня. Однако разработчики обнаружили, что их собственные результаты были слишком хороши, и установленные времена были недостижимы для большинства игроков, поэтому они скорректировали свои результаты с добавлением небольших неточностей для установки более реалистичного времени на получение медалей.
В 2019 году Эспозито привлёк дополнительных разработчиков для реализации идей игры и создал команду под названием Angel Matrix, что является отсылкой к аниме 1990-х годов. Рассматривая игру как головоломку, Эспозито исключил некоторые элементы, характерные для шутеров от первого лица, например, визуализацию оружия или ограничение на ношение только одного типа оружия. В команду для работы над визуальным стилем и дизайном персонажей были приглашены специалисты, включая Ави Би, Райанна Шеннона и его жену Женеву Ходжсон.
На Summer Game Fest 2022 в июне 2022 года было анонсировано, что официальная дата выхода игры — 16 июня 2022 года на Nintendo Switch и Microsoft Windows. Порты для PlayStation 4 и PlayStation 5 были выпущены 13 декабря 2022 года.

## Критика
| Сводный рейтинг       | Сводный рейтинг                      |
| Агрегатор             | Оценка                               |
| --------------------- | ------------------------------------ |
| Metacritic            | (PC) 89/100 (NS) 88/100 (PS5) 88/100 |
| Иноязычные издания    |                                      |
| Издание               | Оценка                               |
| Destructoid           | 8,5/10                               |
| Eurogamer             | Recommended                          |
| Game Informer         | 9,5/10                               |
| GameSpot              | 9/10                                 |
| Hardcore Gamer        | 4,5/5                                |
| IGN                   | 8/10                                 |
| Nintendo Life         | [ 28 ]                               |
| Nintendo World Report | 8/10                                 |
| PC Gamer (US)         | 85/100                               |
| Shacknews             | 9/10                                 |
| The Guardian          | [ 32 ]                               |

По данным агрегатора обзоров Metacritic, Neon White получил «в целом положительные» отзывы на Windows, Nintendo Switch и PlayStation 5.